# Championnats d'Europe de tir

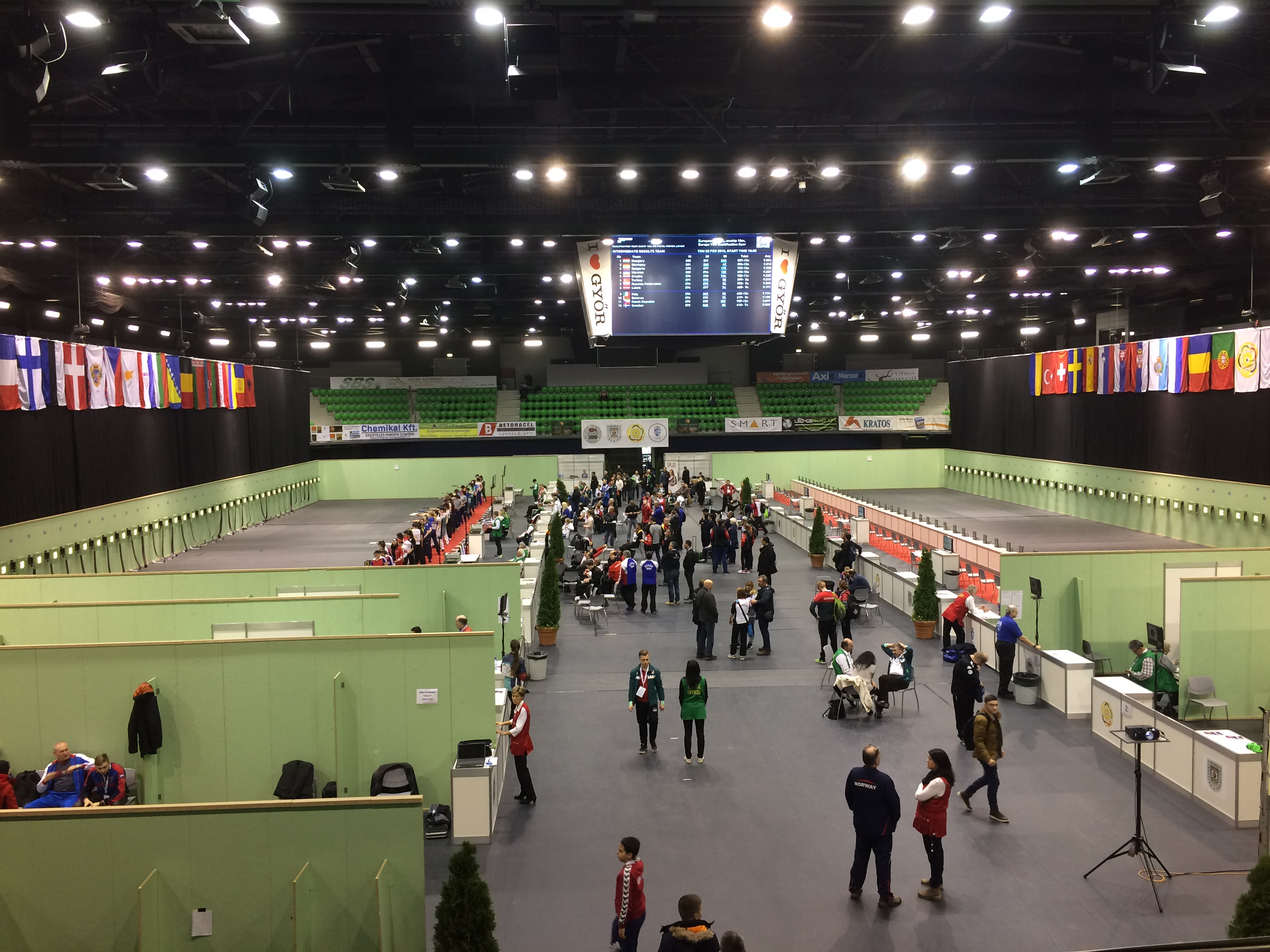
Championnats d'Europe de tir à 10 m de 2018 - Audi Arena, Gyor, Hongrie.

Les Championnats d'Europe de tir se tiennent chaque année depuis 1955.
En fonctions des années, soit ceux-ci regroupent l'ensemble des disciplines, soit ceux-ci sont spécialisés dans une discipline ou une distance.
Actuellement :
- les Championnats d'Europe de tir sont organisés toutes les 2 ans, les années impaires, et rassemblent toutes les disciplines sauf la distance de 10 mètres.
- les Championnats d'Europe de tir à 10 mètres ont lieu tous les ans.
- les Championnats d'Europe de tir plateaux ont lieu tous les ans soit conjointement aux Championnats d'Europe de tir, soit organisés indépendamment.

## Historique des championnats
| Compétition                                   | Première édition | Dernière édition |
| --------------------------------------------- | ---------------- | ---------------- |
| Championnats d'Europe de tir                  | 1955             | 2021 (39e)       |
| Championnats d'Europe de tir juniors          | 1984             | 2016 (13e)       |
| Championnats d'Europe de tir au plateau       | 1956             | 2018 (50e)       |
| Championnats d'Europe de tir à 10 mètres      | 1971             | 2020 (49e)       |
| Championnats d'Europe de tir à 300 mètres     | 1959             | 1999 (11e)       |
| Championnats d'Europe de tir sur cible mobile | 1963             | 2018 (14e)       |

## Championnats d'Europe de tir toutes disciplines
| Edition | Année | Masculin                              | Féminin                               |
| ------- | ----- | ------------------------------------- | ------------------------------------- |
| I       | 1955  | Bucarest ()                           | Bucarest ()                           |
| II      | 1957  | —                                     | Belgrade ( Yougoslavie)               |
| III     | 1959  | Milan ( Italie)                       | Milan ( Italie)                       |
| IV      | 1961  | —                                     | Budapest ( Hongrie)                   |
| V       | 1963  | Stockholm ( Suède)                    | —                                     |
| VI      | 1965  | Bucarest ()                           | Bucarest ()                           |
| –       | 1967  | Non organisés                         | Non organisés                         |
| VII     | 1969  | Pilsen ( Tchécoslovaquie)             | Versailles ( France)                  |
| VIII    | 1971  | Suhl ( Allemagne de l'Est)            | Suhl ( Allemagne de l'Est)            |
| IX*     | 1973  | Munich ( Allemagne de l'Ouest)        | —                                     |
| X       | 1974  | —                                     | Ringsted ( Danemark)                  |
| XI      | 1975  | Madrid ()                             | Sofia ()                              |
| XII     | 1976  | —                                     | Skopje ( Yougoslavie)                 |
| XIII    | 1977  | Bucarest ()                           | Rome ( Italie)                        |
| XIV     | 1978  | —                                     | Hämeenlinna ( Finlande)               |
| XV      | 1979  | Lviv ( Union soviétique)              | Francfort ( Allemagne de l'Ouest)     |
| XVI     | 1980  | —                                     | Madrid ()                             |
| XVII    | 1981  | Podgorica ( Yougoslavie)              | Podgorica ( Yougoslavie)              |
| XVIII   | 1982  | —                                     | Rome ( Italie)                        |
| XIX     | 1983  | Bucarest ()                           | Bucarest ()                           |
| XX      | 1985  | Osijek ( Yougoslavie)                 | Osijek ( Yougoslavie)                 |
| XXI     | 1987  | Lahti ( Finlande)                     | Lahti ( Finlande)                     |
| XXII    | 1989  | Zagreb ( Yougoslavie)                 | Zagreb ( Yougoslavie)                 |
| XXIII   | 1991  | Bologne ( Italie)                     | Bologne ( Italie)                     |
| XXIV    | 1993  | Brno ( Tchéquie)                      | Brno ( Tchéquie)                      |
| XXV     | 1995  | Zurich ( Suisse)                      | Zurich ( Suisse)                      |
| XXVI    | 1997  | Kouvola ( Finlande)                   | Kouvola ( Finlande)                   |
| XXVII   | 1999  | Bordeaux ( France)                    | Bordeaux ( France)                    |
| XXVIII  | 2001  | Zagreb ( Croatie)                     | Zagreb ( Croatie)                     |
| XXIX    | 2003  | Pilsen ( Tchéquie)                    | Pilsen ( Tchéquie)                    |
| XXX     | 2005  | Belgrade ( Serbie)                    | Belgrade ( Serbie)                    |
| XXXI    | 2007  | Granada ( Espagne)                    | Granada ( Espagne)                    |
| XXXII   | 2009  | Osijek ( Croatie)                     | Osijek ( Croatie)                     |
| XXXIII  | 2011  | Belgrade ( Serbie)                    | Belgrade ( Serbie)                    |
| XXXIV   | 2013  | Osijek ( Croatie)                     | Osijek ( Croatie)                     |
| XXXV    | 2015  | Maribor ( Slovénie)                   | Maribor ( Slovénie)                   |
| XXXVI   | 2017  | Bakou ( Azerbaïdjan)                  | Bakou ( Azerbaïdjan)                  |
| XXXVII  | 2019  | Bologne, Tolmezzo et Lonato ( Italie) | Bologne, Tolmezzo et Lonato ( Italie) |
| XXXVIII | 2021  | Osijek ( Croatie)                     | Osijek ( Croatie)                     |

- (*) – Uniquement épreuve sur cibles mobiles à 50 m.

## Championnats d'Europe de tir à 10 mètres
| Edition | Année | Ville              | Pays                   |
| ------- | ----- | ------------------ | ---------------------- |
| I       | 1971  | Meziboří           | Tchécoslovaquie        |
| II      | 1972  | Belgrade           | Yougoslavie            |
| III     | 1973  | Linz               | Autriche               |
| IV      | 1974  | Enschede           | Pays-Bas               |
| V       | 1975  | Londres            | Royaume-Uni            |
| VI      | 1976  | Paris              | France                 |
| VII     | 1977  | Andorre-la-Vieille | Andorre                |
| VIII    | 1978  | Copenhague         | Danemark               |
| IX      | 1979  | Graz               | Autriche               |
| X       | 1980  | Oslo               | Norvège                |
| XI      | 1981  | Athènes            | Grèce                  |
| XII     | 1982  | La Haye            | Pays-Bas               |
| XIII    | 1983  | Dortmund           | Allemagne de l'Ouest   |
| XIV     | 1984  | Budapest           | Hongrie                |
| XV      | 1985  | Varna              | Drapeau de la Bulgarie |
| XVI     | 1986  | Espoo              | Finlande               |
| XVII    | 1987  | Bratislava         | Tchécoslovaquie        |
| XVIII   | 1988  | Stavanger          | Norvège                |
| XIX     | 1989  | Copenhague         | Danemark               |
| XX      | 1990  | Arnhem             | Pays-Bas               |
| XXI     | 1991  | Manchester         | Royaume-Uni            |
| XXII    | 1992  | Budapest           | Hongrie                |
| XXIII   | 1993  | Brno               | Tchéquie               |
| XXIV    | 1994  | Strasbourg         | France                 |
| XXV     | 1995  | Vantaa             | Finlande               |
| XXVI    | 1996  | Budapest           | Hongrie                |
| XXVII   | 1997  | Varsovie           | Pologne                |
| XXVIII  | 1998  | Tallin             | Estonie                |
| XXIX    | 1999  | Arnhem             | Pays-Bas               |
| XXX     | 2000  | Munich             | Allemagne              |
| XXXI    | 2001  | La Corogne         | Espagne                |
| XXXII   | 2002  | Salonique          | Grèce                  |
| XXXIII  | 2003  | Göteborg           | Suède                  |
| XXIV    | 2004  | Győr               | Hongrie                |
| XXXV    | 2005  | Tallin             | Estonie                |
| XXXVI   | 2006  | Moscou             | Russie                 |
| XXXVII  | 2007  | Deauville          | France                 |
| XXXVIII | 2008  | Winterthour        | Suisse                 |
| XXXIX   | 2009  | Prague             | Tchéquie               |
| XL      | 2010  | Meråker            | Norvège                |
| XLI     | 2011  | Brescia            | Italie                 |
| XLII    | 2012  | Vierumäki          | Finlande               |
| XLIII   | 2013  | Odense             | Danemark               |
| XLIV    | 2014  | Moscou             | Russie                 |
| XLV     | 2015  | Arnhem             | Pays-Bas               |
| XLVI    | 2016  | Győr               | Hongrie                |
| XLVII   | 2017  | Maribor            | Slovénie               |
| XLVIII  | 2018  | Győr               | Hongrie                |
| XLIX    | 2019  | Osijek             | Croatie                |

## Championnats d'Europe de tir plateaux
| No.     | Año  | Sede            | País                   |
| ------- | ---- | --------------- | ---------------------- |
| I       | 1956 | Saint-Sébastien | Drapeau de l'Espagne   |
| II      | 1957 | Paris           | France                 |
| III     | 1958 | Genève Turin    | Suisse Italie          |
| IV      | 1960 | Barcelone       | Drapeau de l'Espagne   |
| V       | 1962 | Beyrouth        | Liban                  |
| VI      | 1963 | Brno            | Tchécoslovaquie        |
| VII     | 1964 | Bologne         | Italie                 |
| VIII    | 1965 | Lisbonne        | Portugal               |
| IX      | 1966 | Lahti           | Finlande               |
| X       | 1967 | Brno            | Tchécoslovaquie        |
| XI      | 1968 | Namur           | Belgique               |
| XII     | 1970 | Bucarest        | Drapeau de la Roumanie |
| XIII    | 1972 | Eurovillas      | Drapeau de l'Espagne   |
| XIV     | 1973 | Turin           | Italie                 |
| XV      | 1974 | Antibes         | France                 |
| XVI     | 1975 | Haringsee       | Autriche               |
| XVII    | 1976 | Brno            | Tchécoslovaquie        |
| XVIII   | 1977 | Dorchester      | Royaume-Uni            |
| XIX     | 1978 | Suhl            | Allemagne de l'Est     |
| XX      | 1979 | Montecatini     | Italie                 |
| XXI     | 1980 | Saragosse       | Drapeau de l'Espagne   |
| XXII    | 1981 | Moscou          | Union soviétique       |
| XXIII   | 1982 | Montecatini     | Italie                 |
| XXIV    | 1984 | Saragosse       | Espagne                |
| XXV     | 1985 | Antibes         | France                 |
| XXVI    | 1986 | Montecatini     | Italie                 |
| XXVII   | 1988 | Istanbul        | Turquie                |
| XXVIII  | 1990 | Uddevalla       | Suède                  |
| XXIX    | 1992 | Istanbul        | Turquie                |
| XXX     | 1994 | Lisbonne        | Portugal               |
| XXXI    | 1995 | Lahti           | Finlande               |
| XXXII   | 1996 | Tallin          | Estonie                |
| XXXIII  | 1998 | Nicosie         | Chypre                 |
| XXXIV   | 2000 | Montecatini     | Italie                 |
| XXXV    | 2002 | Lonato          | Italie                 |
| XXXVI   | 2004 | Latsia          | Chypre                 |
| XXXVII  | 2006 | Maribor         | Slovénie               |
| XXXVIII | 2008 | Nicosie         | Chypre                 |
| XXXIX   | 2010 | Kazan           | Russie                 |
| XL      | 2012 | Larnaca         | Chypre                 |
| XLI*    | 2013 | Suhl            | Allemagne              |
| XLII    | 2014 | Sarlóspuszta    | Hongrie                |
| XLIII   | 2016 | Lonato          | Italie                 |
| XLIV    | 2018 | Leobersdorf     | Autriche               |
| XLV     | 2019 | Lonato          | Italie                 |

- (*) – Organisé conjointement avec épreuves de tir sur cibles mobiles.

## Championnats d'Europe 2004 en Individuel
Les championnats d'Europe en 2004 ont eu lieu à Gyor en Hongrie, du 22 au 28 mars.

### Tir au pistolet 10 m
| Légende | Légende   | Championnats d'Europe 10m Pistolet 2004 | Championnats d'Europe 10m Pistolet 2004 | Championnats d'Europe 10m Pistolet 2004 | Championnats d'Europe 10m Pistolet 2004 |
| ------- | --------- | --------------------------------------- | --------------------------------------- | --------------------------------------- | --------------------------------------- |
| Rang    | Nation    | Or                                      | Argent                                  | Bronze                                  | Total                                   |
| 1       | Russie    | 4                                       | 1                                       | 0                                       | 5                                       |
| 2       | Italie    | 1                                       | 0                                       | 1                                       | 2                                       |
| 3       | Allemagne | 0                                       | 1                                       | 1                                       | 2                                       |

La France n'a eu aucune médaille durant ces Championnats d'Europe en pistolet. Cependant, Franck Dumoulin finit 6e de la catégorie Hommes ; Céline Goberville finit 5e de la catégorie Juniors Filles ; Stéphanie Tirode finit 11e de la catégorie Dames, pour les résultats les mieux classés.

### Tir à la carabine 10 m
| Légende | Légende            | Championnats d'Europe 10m Carabine 2004 | Championnats d'Europe 10m Carabine 2004 | Championnats d'Europe 10m Carabine 2004 | Championnats d'Europe 10m Carabine 2004 |
| ------- | ------------------ | --------------------------------------- | --------------------------------------- | --------------------------------------- | --------------------------------------- |
| Rang    | Nation             | Or                                      | Argent                                  | Bronze                                  | Total                                   |
| 1       | Allemagne          | 1                                       | 2                                       | 1                                       | 4                                       |
| 2       | Italie             | 1                                       | 0                                       | 0                                       | 1                                       |
| -       | République tchèque | 1                                       | 0                                       | 0                                       | 1                                       |
| -       | Hongrie            | 1                                       | 0                                       | 0                                       | 1                                       |

La France n'a eu aucune médaille durant ces Championnats d'Europe en carabine. Cependant, Marie-Laure Gigon finit 6e de la catégorie Juniors Filles ; Cyril Robineau finit 8e de la catégorie Juniors Garçons.

## Championnats d'Europe 2005 en Individuel
Les championnats d'Europe en 2005 ont eu lieu à Tallinn en Estonie, du 1er au 6 mars.

### Tir au pistolet 10 m
| Légende | Légende | Championnats d'Europe 10m Pistolet 2005 | Championnats d'Europe 10m Pistolet 2005 | Championnats d'Europe 10m Pistolet 2005 | Championnats d'Europe 10m Pistolet 2005 |
| ------- | ------- | --------------------------------------- | --------------------------------------- | --------------------------------------- | --------------------------------------- |
| Rang    | Nation  | Or                                      | Argent                                  | Bronze                                  | Total                                   |
| 1       | Russie  | 3                                       | 1                                       | 2                                       | 6                                       |
| 2       | France  | 1                                       | 0                                       | 1                                       | 2                                       |
| 3       | Ukraine | 0                                       | 1                                       | 1                                       | 1                                       |
| -       | Géorgie | 0                                       | 1                                       | 1                                       | 1                                       |
| -       | Arménie | 0                                       | 1                                       | 1                                       | 1                                       |

La France a eu 2 médailles durant ces Championnats d'Europe en pistolet, une d'or et une de bronze, grâce aux magnifiques performances de Walter Lapeyre (Or) et de Franck Dumoulin (Bronze), dans la catégorie Hommes. Céline Goberville finit 4e de la catégorie Juniors Filles ; Vincent Soldati finit 13e de la catégorie Juniors Garçons ; Elodie Cottin finit 9e de la catégorie Dames ; Brigitte Roy finit 15e de la catégorie Dames. 

### Tir à la carabine 10 m
| Légende | Légende   | Championnats d'Europe 10m Carabine 2005 | Championnats d'Europe 10m Carabine 2005 | Championnats d'Europe 10m Carabine 2005 | Championnats d'Europe 10m Carabine 2005 |
| ------- | --------- | --------------------------------------- | --------------------------------------- | --------------------------------------- | --------------------------------------- |
| Rang    | Nation    | Or                                      | Argent                                  | Bronze                                  | Total                                   |
| 1       | Ukraine   | 1                                       | 1                                       | 0                                       | 2                                       |
| -       | Russie    | 1                                       | 1                                       | 0                                       | 2                                       |
| 2       | Slovaquie | 1                                       | 0                                       | 1                                       | 2                                       |
| 3       | Allemagne | 1                                       | 0                                       | 0                                       | 1                                       |

La France a obtenu une médaille d'argent durant ces Championnats d'Europe en carabine, grâce à Sandra Graziotin, dans la catégorie Junior Filles, avec de somptueuses séries de 99 / 99 / 98 / 99, soit un total de 395 points / 400. Pierre Edmond Piasecki finit 14e de la catégorie Juniors Garçons.

## Championnats d'Europe 2006 en Individuel
Les championnats d'Europe en 2006 ont eu lieu à Moscou en Russie, du 27 février au 4 mars.

### Tir au pistolet 10 m
| Légende | Légende  | Championnats d'Europe 10m Pistolet 2006 | Championnats d'Europe 10m Pistolet 2006 | Championnats d'Europe 10m Pistolet 2006 | Championnats d'Europe 10m Pistolet 2006 |
| ------- | -------- | --------------------------------------- | --------------------------------------- | --------------------------------------- | --------------------------------------- |
| Rang    | Nation   | Or                                      | Argent                                  | Bronze                                  | Total                                   |
| 1       | Russie   | 1                                       | 1                                       | 1                                       | 3                                       |
| 2       | Bulgarie | 1                                       | 0                                       | 1                                       | 2                                       |
| 3       | Serbie   | 1                                       | 0                                       | 0                                       | 1                                       |
| -       | Danemark | 1                                       | 0                                       | 0                                       | 1                                       |

La France a eu une médaille de bronze durant ces Championnats d'Europe en pistolet grâce à Walter Lapeyre dans la catégorie Hommes. Franck Dumoulin finit 5e de cette même catégorie ; Ils placent donc la Franc een première position dans la catégorie Hommes par équipe avec un total de 1744 points / 1800. Céline Goberville finit 5e de la catégorie Juniors Filles ; Julien Valtz finit 16e de la catégorie Juniors Garçons.

### Tir à la carabine 10 m
| Légende | Légende   | Championnats d'Europe 10m Carabine 2006 | Championnats d'Europe 10m Carabine 2006 | Championnats d'Europe 10m Carabine 2006 | Championnats d'Europe 10m Carabine 2006 |
| ------- | --------- | --------------------------------------- | --------------------------------------- | --------------------------------------- | --------------------------------------- |
| Rang    | Nation    | Or                                      | Argent                                  | Bronze                                  | Total                                   |
| 1       | Russie    | 1                                       | 2                                       | 1                                       | 4                                       |
| 2       | Allemagne | 1                                       | 2                                       | 0                                       | 3                                       |
| 3       | Autriche  | 1                                       | 0                                       | 0                                       | 1                                       |
| -       | Croatie   | 1                                       | 0                                       | 0                                       | 1                                       |

La France a obtenu une médaille de bronze durant ces Championnats d'Europe en carabine, grâce à Sandy Morin, dans la catégorie Junior Filles. Sandra Graziotin finit 13e de la catégorie Dames.

## Championnats d'Europe 2007 en Individuel
Les championnats d'Europe en 2007 ont eu lieu à Deauville en France, du 12 au 18 mars.

### Tir au pistolet 10 m
| Légende | Légende            | Championnats d'Europe 10m Pistolet 2007 | Championnats d'Europe 10m Pistolet 2007 | Championnats d'Europe 10m Pistolet 2007 | Championnats d'Europe 10m Pistolet 2007 |
| ------- | ------------------ | --------------------------------------- | --------------------------------------- | --------------------------------------- | --------------------------------------- |
| Rang    | Nation             | Or                                      | Argent                                  | Bronze                                  | Total                                   |
| 1       | Russie             | 1                                       | 1                                       | 2                                       | 4                                       |
| 2       | Allemagne          | 1                                       | 1                                       | 0                                       | 2                                       |
| 3       | Italie             | 1                                       | 0                                       | 0                                       | 1                                       |
| -       | République tchèque | 1                                       | 0                                       | 0                                       | 1                                       |

La France n'a eu aucune médaille durant ces Championnats d'Europe en pistolet. Cependant, Walter Lapeyre finit 6e de la catégorie Hommes ; Franck Dumoulin finit 7e de la catégorie Hommes ; Cyrielle Guiliano finit 11e de la catégorie Juniors Filles ; Aurélien Wassong finit 15e de la catégorie Juniors Garçons.

### Tir à la carabine 10 m
| Légende | Légende            | Championnats d'Europe 10m Carabine 2007 | Championnats d'Europe 10m Carabine 2007 | Championnats d'Europe 10m Carabine 2007 | Championnats d'Europe 10m Carabine 2007 |
| ------- | ------------------ | --------------------------------------- | --------------------------------------- | --------------------------------------- | --------------------------------------- |
| Rang    | Nation             | Or                                      | Argent                                  | Bronze                                  | Total                                   |
| 1       | Allemagne          | 2                                       | 0                                       | 0                                       | 2                                       |
| 2       | Russie             | 1                                       | 0                                       | 0                                       | 1                                       |
| -       | République tchèque | 1                                       | 0                                       | 0                                       | 1                                       |
| 3       | Finlande           | 0                                       | 0                                       | 2                                       | 2                                       |

La France n'a eu aucune médaille durant ces Championnats d'Europe en Carabine. Cependant, Marc Brendel finit 12e de la catégorie Juniors Garçons.

## Championnats d'Europe 2008 en Individuel
Les championnats d'Europe en 2008 ont eu lieu à Winterthour en Suisse, du 24 février au 2 mars 2008.

### Tir au pistolet 10 m
| Légende | Légende            | Championnats d'Europe 10m Pistolet 2008 | Championnats d'Europe 10m Pistolet 2008 | Championnats d'Europe 10m Pistolet 2008 | Championnats d'Europe 10m Pistolet 2008 |
| ------- | ------------------ | --------------------------------------- | --------------------------------------- | --------------------------------------- | --------------------------------------- |
| Rang    | Nation             | Or                                      | Argent                                  | Bronze                                  | Total                                   |
| 1       | Russie             | 1                                       | 1                                       | 2                                       | 4                                       |
| 2       | Suisse             | 1                                       | 0                                       | 0                                       | 0                                       |
| -       | Biélorussie        | 1                                       | 0                                       | 0                                       | 1                                       |
| -       | République tchèque | 1                                       | 0                                       | 0                                       | 1                                       |
| 3       | France             | 0                                       | 1                                       | 1                                       | 2                                       |

La France a obtenu 2 médailles durant ces Championnats d'Europe en pistolet, une d'argent et une de bronze, grâce à Walter Lapeyre (Hommes) et Clément Petitot (Juniors Garçons). Franck Dumoulin s'est illustré à la 5e place dans la catégorie Hommes.

### Tir à la carabine 10 m
| Légende | Légende   | Championnats d'Europe 10m Carabine 2008 | Championnats d'Europe 10m Carabine 2008 | Championnats d'Europe 10m Carabine 2008 | Championnats d'Europe 10m Carabine 2008 |
| ------- | --------- | --------------------------------------- | --------------------------------------- | --------------------------------------- | --------------------------------------- |
| Rang    | Nation    | Or                                      | Argent                                  | Bronze                                  | Total                                   |
| 1       | Russie    | 1                                       | 1                                       | 1                                       | 3                                       |
| 2       | Allemagne | 1                                       | 1                                       | 0                                       | 2                                       |
| 3       | Norvège   | 1                                       | 0                                       | 0                                       | 1                                       |
| -       | Croatie   | 1                                       | 0                                       | 0                                       | 1                                       |

La France a obtenu une médaille de bronze par équipe en Juniors Garçons avec l'équipe composée de Jérémy Monnier, Marc Brendel et Michael d'Halluin. De plus Jérémy Monnier se classe à la 5e place.